# فرخنده‌های نوک‌سنگین
فرخنده‌های نوک‌سنگین (نام علمی: Creurgops) نام یک سرده از تیره فرخنده است.

## گونه‌ها
- فرخنده کاکل‌حنایی, Creurgops verticalis
- فرخنده توسی, Creurgops dentatus